# Kajeput střídavolistý
Kajeput střídavolistý (Melaleuca alternifolia Cheel, 1924), spolu s dalšími druhy téhož rodu známý jako čajový nebo čajovníkový strom, je strom keřovitého vzrůstu, divoce rostoucí v močálech a mokřinách na severovýchodě Nového Jižního Walesu a jihovýchodě sousedního Queenslandu v Austrálii. S čajovníkem nemá nic společného, svůj název získal podle charakteristického tvaru „T“}[rozpor] (odtud T-tree, později zkomolen na „tea“ tree),[zdroj?] je příbuzný blahovičníkům a myrtám.
Kajeput střídavolistý je stálezelený, dosahuje výšky asi 5,4 m a šířky 3,6 metrů. Listy jsou sytě zelené, čárkovité, dlouhé 2–5 cm a voní po citrusech. Kvete na jaře a v létě bílými květy.

## Obsahové látky
Listy kajeputu obsahují olej, který je proslulý svými antibakteriálními a fungicidními vlastnostmi. Mezi početné terpenoidní obsahové látky patří například terpinen-4-ol, pinen, cymen, cineol, thujen, terpinolen, sabinen, aromadendren, myrcen, α-phellandren, viridifloren, α-terpinen, α-terpineol, limonen, δ-cadinen, β-phellandren, globulol nebo viridiflorol.

## Užití

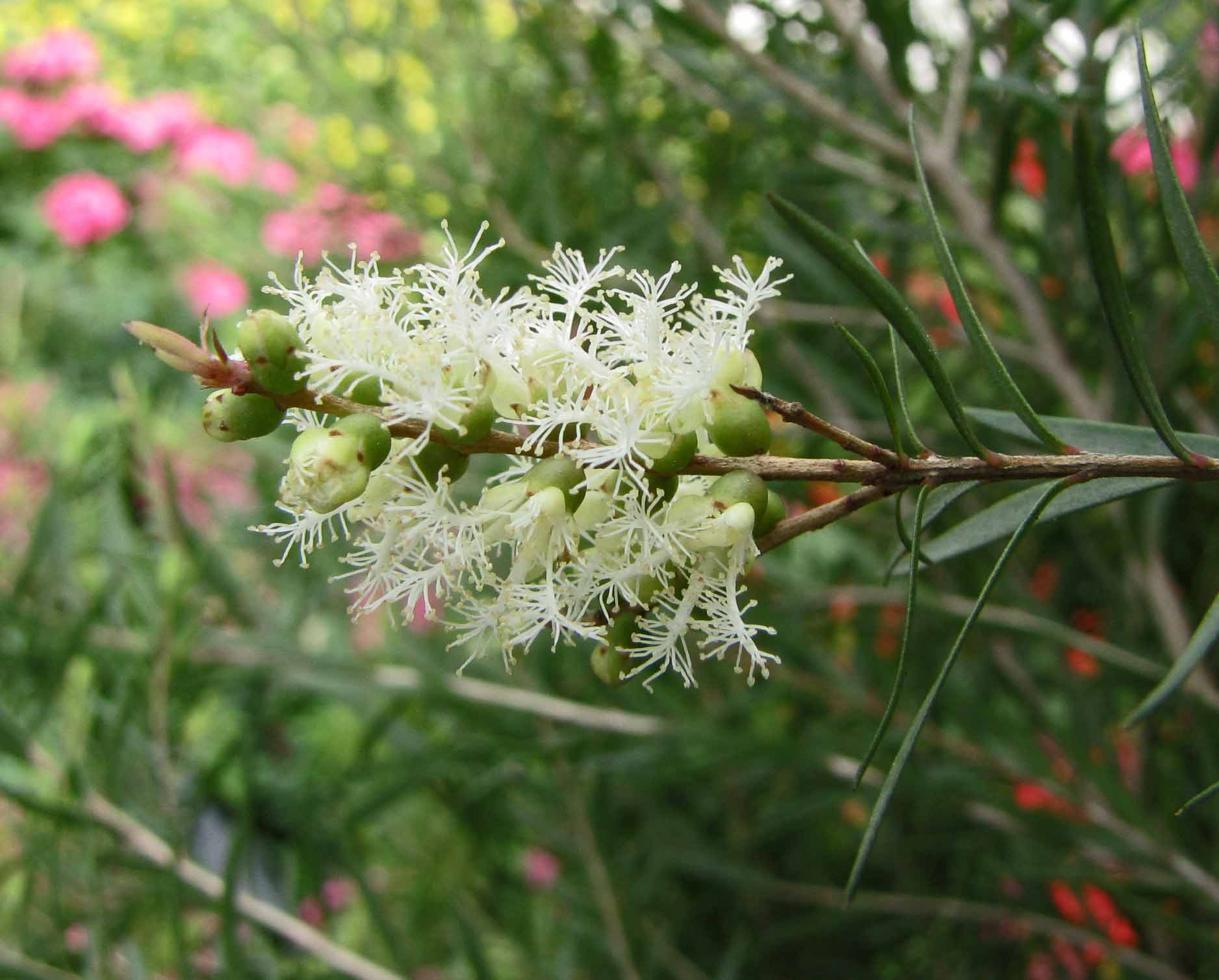
Detail květenství

Kajeput střídavolistý byl Evropany objeven výpravou kapitána Cooka roku 1770. Tenkrát byl kajeput skutečně použit k přípravě čaje,[zdroj⁠?!] proto se mu dodnes v anglicky mluvících zemích říká čajový strom[rozpor], tea tree.[zdroj⁠?!] Botanik výpravy, sir Joseph Banks, odvezl listy do Anglie k dalšímu studiu.
Roku 1923 provedl A. R. Penfold, ředitel Vládního muzea technologie a užitých věd v Sydney, analýzu silice z listů kajeputu a zjistil, že její antiseptické účinky jsou 13× silnější než fenol, v té době univerzální standardní desinfekční přípravek.
S každou další studií se ukazovaly další možnosti využití oleje k léčbě kožních plísní, diabetických gangrén, popálenin i k ošetření drobných oděrek a k aromaterapii. V současnosti je čajovníkový olej běžnou součástí mnoha domácích lékárniček, přidává se do kosmetických přípravků pro lidi i zvířata.

## Pěstování

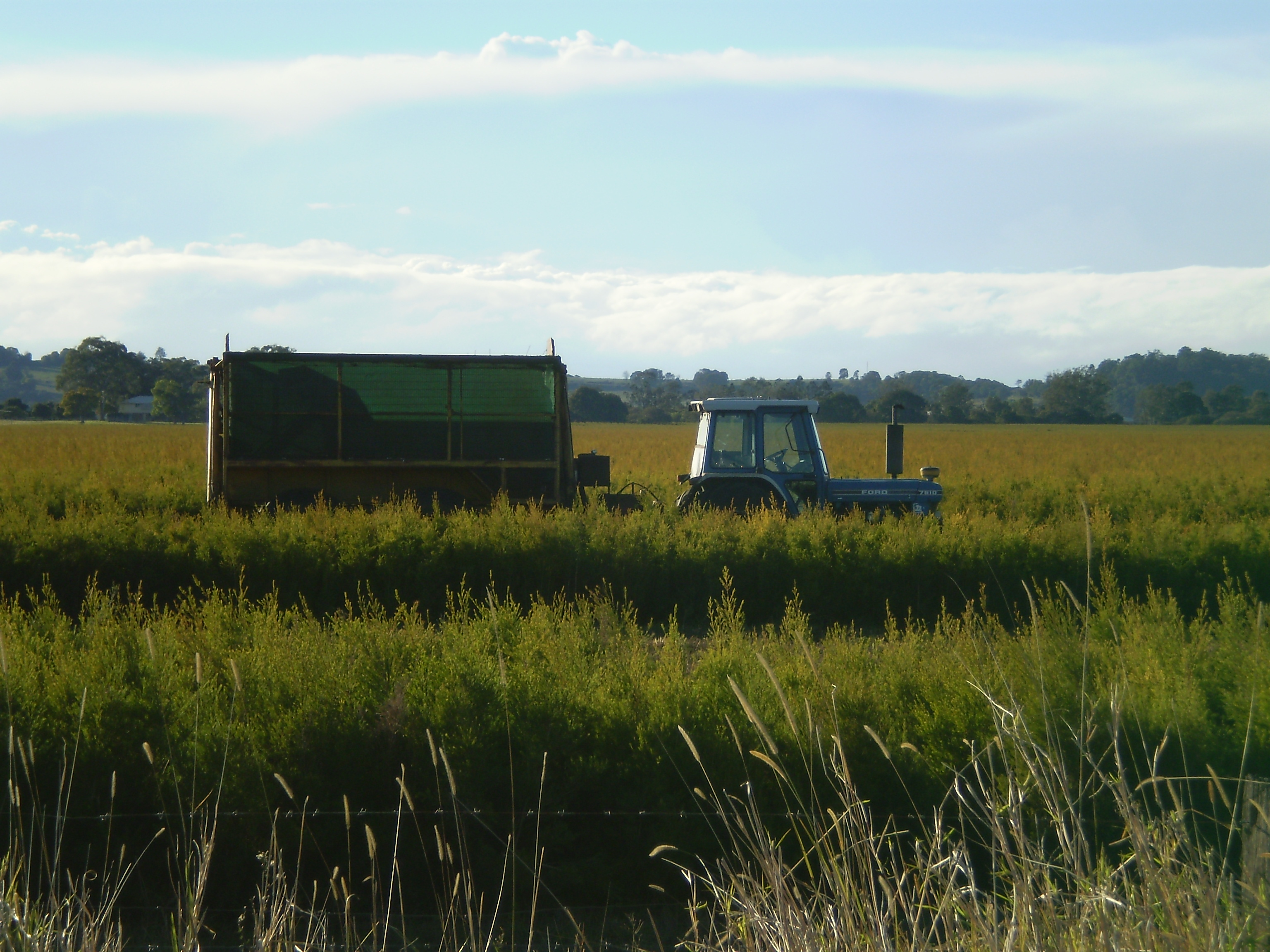
Plantáž kajeputu v Austrálii

Kajeput se v současnosti ve velkém pěstuje na plantážích. Vysazuje se 30–40 000 sazenic na hektar. Protože z 1 tuny listů se vydestiluje asi 10 l oleje, hektarový výnos je asi 150–200 kg oleje za rok. Rostliny z plantáží nemají tak aromatickou vůni jako divoce rostoucí stromy.
Kajeput se dá pěstovat i v Česku, není mrazuvzdorný, takže může být venku jen přes léto. Zimovat může v zimní zahradě. Rozmnožuje se semeny nebo řízky.
Ve své domovině je to velmi houževnatý strom, chovatelé ovcí ho dlouhou dobu považovali za úporný plevel.

## Možná rizika
Čajovníkový olej byl testován jako netoxický pro lidi, zatím ale neproběhly žádné studie o jeho bezpečnosti pro zvířata. V USA se vyskytlo několik případů otravy i smrti koček po umytí šampónem, který obsahoval čajovníkový olej. Brzy po aplikaci oleje se u nich objevily neurologické příznaky, jako je nekoordinovaná chůze, slabost, svalové křeče a zvracení. U některých zvířat došlo k nevratnému poškození jater a ledvin.
Čajovníkový olej se používá i jako přípravek proti vnitřním (červi) i vnějším (blechy) parazitům, opět bez jakýchkoliv klinických studií. Kromě vnitřních otrav popsaných výše se vyskytly i případy chemických popálenin na kůži koček ošetřených čajovníkovým olejem.
Čajovníkový strom obsahuje látky podobné ženskému hormonu estrogenu, které podporují vývin ženských znaků a potlačuje činnost mužských hormonů. Jeho pravidelné užívání může dokonce ovlivnit vývoj lidského organismu. Zjistili to vědci z endokrinologického oddělení univerzity v americkém Denveru. U tří chlapců ve věku čtyř, sedmi a deseti let pozorovali výrazné zvětšování prsů. Sledovaní pacienti vykazovali jinak normální hodnoty hormonů a byli celkově zdraví. Jediným společným prvkem byl pravidelný kontakt s kosmetickými přípravky obsahujícími olej čajovníkového stromu. Podobné účinky byly zaznamenány i při pokusech s levandulí. Po několikaměsíčním vysazení těchto přípravků nežádoucí příznaky opět zmizely.